# Elecciones generales de Antigua y Barbuda de 1965
Las elecciones generales de Antigua y Barbuda de 1965 tuvieron lugar el 29 de noviembre del mencionado año con el objetivo de renovar los diez escaños del Consejo Legislativo, el cual tendría a su cargo la investidura del Ministro Principal o jefe de gobierno. Fueron las quintas elecciones generales en la historia de Antigua y Barbuda, así como las cuartas bajo sufragio universal y las últimas antes de la conversión de la entonces colonia británica en un «Estado Libre Asociado» con Gran Bretaña. A partir de 1967, el Consejo electo en estas elecciones pasó a denominarse Cámara de Representantes.
Estos comicios mostraron los primeros signos de erosión de la hegemonía arraigada del Partido Laborista de Antigua (ALP), del entonces Ministro Principal Vere Cornwall Bird, fundada sobre la base de que el partido era el único representante de la mayoría de la población frente a una oposición más que nada compuesta por la clase dominante y acomodada de la colonia. En 1962, el agricultor y servidor público Robert Hall, que había sido el candidato opositor con mejor desempeño en las anteriores elecciones, unificó a los diversos grupos de la oposición en el Movimiento Democrático de Antigua y Barbuda (ABDM). Aunque el nuevo partido seguía dominado por los intereses de la minoría terrateniente, centró su discurso en la necesidad de fomentar un mayor escrutinio público sobre las actividades de un gobierno percibido como una «dictadura uniparidista», lo que atrajo el voto de algunos sectores de la clase trabajadora. La mayor organización de las fuerzas opositoras en el ABDM implicó que la elección de 1965 fuera la primera desde la instauración del sufragio universal en la que todos los escaños parlamentarios fueron debidamente disputados, sin que se produjeran victorias sin oposición, así como la primera vez que un partido que no fuera el ALP lograba presentar un candidato en cada circunscripción.
En última instancia, el ALP obtuvo el 78,88% de los votos y, por cuarta vez consecutiva, ganó la totalidad de los escaños parlamentarios, la última vez en la historia electoral de Antigua y Barbuda que un único partido ha logrado esta hazaña. Sin embargo, el ABDM obtuvo el 20,16% de los votos, la mayor cantidad hasta el momento para un partido opositor, y ocho de sus diez candidatos obtuvieron más del 12,5% de los votos, reteniendo su depósito electoral. Dos candidatos independientes se presentaron y obtuvieron en conjunto un 0,96% de los votos. A pesar de la presencia de un partido opositor unificado, la concurrencia a votar continuó siendo baja, con solo un 42,85% del electorado registrado concurriendo a emitir sufragio. Con este resultado, Bird fue reelegido como Ministro Principal.
La legislatura siguiente estuvo marcada por crecientes avances hacia la independencia de Antigua y Barbuda. El 27 de febrero de 1967, la colonia se convirtió formalmente en un «Estado Libre Asociado» con el Reino Unido y adquirió una autonomía mucho mayor sobre sus asuntos internos. Ese mismo día, Bird cambió su cargo de Ministro Principal por el de «Premier». Al año siguiente, los crecientes conflictos dentro del ALP en contra del liderazgo de Bird resultaron en la deserción de varios de sus miembros bajo el liderazgo de George Walter. Este sector finalmente se unificaría con el ABDM para formar el Movimiento Laborista Progresista, que ganaría las elecciones de 1971.

## Sistema electoral
De acuerdo con la constitución entonces vigente el Consejo Legislativo de Antigua y Barbuda, órgano legislativo del gobierno colonial, se compondría de trece escaños. Uno de estos sería el gobernador, quien designaría a otros dos. Los diez restantes serían elegidos por voto directo mediante un sistema de escrutinio mayoritario uninominal, con el territorio de la colonia dividido en ocho circunscripciones, cada una de las cuales estaría representada por un miembro del Consejo elegido a simple mayoría de votos. El mandato máximo del Consejo Legislativo sería de cinco años. Todos los ciudadanos mayores de veintiuno tendrían derecho a voto.

## Resultados

### Nivel general
|  | 78.88 % |

|  | 20.16 % |

|  | 0.96 % |

|  | 100.00 % |

|  | 0.00 % |

|  | 100.00 % |

|  | 42.85 % |

### Resultado por isla
| Isla    | ALP   | ALP    | ALP     | ABDM  | ABDM   | ABDM    | Ind.         | Ind.         | Ind.         |
| Isla    | Votos | %      | Escaños | Votos | %      | Escaños | Votos        | %            | Escaños      |
| ------- | ----- | ------ | ------- | ----- | ------ | ------- | ------------ | ------------ | ------------ |
| Antigua | 1.952 | 78,67% | 9       | 1.827 | 20,34% | —       | 89           | 0,99%        | —            |
| Barbuda | 208   | 86,67% | 1       | 32    | 13,33% | —       | No participó | No participó | No participó |
| Total   | 7.275 | 78,88% | 10      | 1.859 | 20,16% | 0       | 89           | 0,96%        | 0            |

### Resultados por circunscripción
|  | 93.86 % |

|  | 6.14 % |

|  | 76.49 % |

|  | 16.82 % |

|  | 6.69 % |

|  | 98.47 % |

|  | 1.53 % |

|  | 76.77 % |

|  | 21.66 % |

|  | 1.57 % |

|  | 60.81 % |

|  | 39.19 % |

|  | 86.96 % |

|  | 13.04 % |

|  | 58.45 % |

|  | 41.55 % |

|  | 85.35 % |

|  | 14.65 % |

|  | 78.66 % |

|  | 21.34 % |

|  | 86.67 % |

|  | 13.33 % |